# 中央人民政府林垦部
中央人民政府林垦部，是中央人民政府政务院部门，主管全国的林业建设。

## 沿革
1949年9月29日中国人民政治协商会议第一届全体会议通过的《中国人民政治协商会议共同纲领》第三十四条规定，林业工作的方针是：“保护森林，并有计划地发展林业。”
1949年9月27日中国人民政治协商会议第一届全体会议通过的《中华人民共和国中央人民政府组织法》第十八条规定，政务院设林垦部，政务院财政经济委员会指导林垦部的工作。
1949年10月1日中华人民共和国成立。同月中央人民政府林垦部成立。林垦部主管全国的林业建设。林垦部的牌子最早挂在北京无量大人胡同一个小四合院门口。起初林垦部加上部长梁希在内一共只有12个人，宿舍又当作办公室。1950年，林垦部机关设办公厅、林改司、造林司、森林经理司、森林利用司，并设有冀西沙荒造林局。
中华人民共和国成立初期，国内没有橡胶树。遵照政务院总理周恩来的指示，林垦部经过勘察、设计、建设，很快在中国南方建成一批橡胶园。
1950年夏，林垦部收到西北军政委员会农林部公函：因修筑天宝铁路需大量枕木，拟在小陇山铺设窄轨铁路，架设钢索道，砍伐部分小陇山森林。为此，1950年9月初，梁希率一行6人的考察组自北京启程赴小陇山考察。梁希向西北军政委员会农林部几位负责人提出了自己的意见：停建窄轨铁路，将秦岭林场小陇山的经营方针从采伐改为重点护林和造林，另调东北小兴安岭木材来支援天宝铁路建设。经短暂休整后，梁希又到西北地区考察黄河中游多条水土流失严重的支流汾河、泾水、延水、洛河、无定河，执笔写出调查报告，为中央人民政府制定治理黄河的综合规划提供了依据。
1950年2月28日至3月8日，中央人民政府林垦部在北京召开第一次全国林业业务会议，确定林业建设的方针为：“普遍护林，重点造林，合理采伐和合理利用。”并且决定筹备开发大兴安岭林区。
1950年5月16日，中央人民政府政务院发布《关于全国林业工作的指示》，规定林业建设的方针是：“普遍护林，选择重点有计划地造林，并大量采种育苗；合理采伐，节约木材，进行重点的林野调查；及时培养干部。”并且规定了林业机构设置等问题。
1951年2月14日至24日，林垦部在北京召开全国林业会议，决定“实行普遍护林护山；选择重点进行封山育林，典型示范，逐渐推广；在淮河、辽河、永定河及黄河上游选择重点营造水源林，在豫东、东北西部、西北的三边、榆林等地营造防沙林；合理采伐森林，统一调配木材；继续重点调查勘测林野；大量培养林业专业干部。”2月26日，中国林学会成立，梁希当选第一届理事会理事长。
1951年9月11日至20日，在北京召开全国林业行政会议，提出林业工作的方针任务是：“保护山林，发动和组织群众，把森林的严重破坏情况停止下来；迅速开发新林区，并厉行节约木材；开始进行大规模造林。”
1951年11月5日，中央人民政府委员会第十三次会议决定，将中央人民政府林垦部改为中央人民政府林业部，其管辖的垦务工作移交中央人民政府农业部主管。

## 职责
中央人民政府林垦部主管全国林垦工作。

## 机构设置
内设机构
- 办公厅
- 林改司
- 造林司
- 森林经理司
- 森林利用司[1]

直属单位
- 冀西沙荒造林局（办公地点在河北省正定县）：1949年2月华北人民政府设立冀西沙荒造林局（中华人民共和国成立后改由林垦部领导），重点治理因河流改道形成的53万亩沙荒地[1][7]。1949年6至9月，冀西沙荒造林局和石津运河管理局共同派人与当地县、区的干部一起，对冀西三大沙荒测定沙荒面积为9600公顷，涉及正定、藁城、行唐、新乐、无极等5县105村。1953年8月，林业部撤销冀西沙荒造林局，河北省在冀西沙荒造林局基础上，在石家庄市革新街建立了“河北省石家庄林业实验场”。

## 历任领导
| 部长 - 梁希（1949年10月19日—1951年11月） 副部长 - 李范五（1949年10月19日—1951年11月）（原松江省人民政府副主席） - 李相符（1949年10月19日—1951年11月）（中国民主同盟，教授） - 罗玉川（原平原省人民政府副主席，1952年8月） - 雍文涛（原东北人民政府林业部部长，1953年9月） - 惠中权（原广东省海南区委员会书记，1954年6月） | 党组小组书记 - 李范五（1949年11月—1951年11月） |